# Gerdshagen
Gerdshagen è un comune di 464 abitanti del Brandeburgo, in Germania.
Appartiene al circondario del Prignitz ed è parte dell'Amt Meyenburg.

## Geografia antropica

### Suddivisioni amministrative
Il territorio comunale comprende 4 centri abitati, nessuno dei quali possiede però il titolo ufficiale di frazione:
- Gerdshagen (centro abitato)
- Giesenhagen
- Rapshagen
- Struck

## Amministrazione

### Gemellaggi
- Schieren, dal 1990